# Центр стратегических и международных исследований (Индонезия)
Центр стратегических и международных исследований (англ. Centre of Strategic and International Studies) -  «мозговая фабрика» Индонезии, занимающаяся изучением проблем гуманитарного и политологического плана. 

## История
Осн. в 1971 в Джакарте как частная некоммерческая организация. Финансируется неправительственным фондом “Прокламаси” . Среди основателей видный военный и государственный деятель Индонезии Али Муртопо. В составе центра четыре исследовательских отдела: социально-культурных, политических, экономических исследований и исследований проблем международных отношений. Работы ведутся по широкому спектру, в том числе по заданию правительства. В 1988 г. по инициативе центра создан Институт стратегических и международных исследований АСЕАН. Является одним из учредителей Азиатско-тихоокеанского совета сотрудничества по безопасности (1993 г.).

## Публикации
Результаты своих исследований центр реализует в виде книг, монографий, докладов (за первые десять лет существования 40 наименований). Кроме того, издается ежемесячный научный журнал на индонезийском языке “Analisis” (с 1971 г.), ежеквартальный научный журнал на английском языке “Indionesian Quarterly” (c 1972 г.), двухмесячный журнал “Nawala CSIS” (c 1981 г.) о текущей деятельности Центра и двухнедельный журнал “Dokumrntasi”, представляющий собой подборку материалов из газет и журналов по отдельным проблемам (с 1980 г.).

## Международное сотрудничество
Важной формой работы является проведение научных семинаров с научными центрами других стран: Франции (с 1972 г.), Японии (с 1973 г.), Индии (с 1975 г.), СССР (с 1974 г.), Южной Кореи (с 1979 г.), Новой Зеландии (с 1981 г.) и др. На встрече заместителя директора ИВ РАН Владимира Саутова с исполнительным директором Центра Филиппсом Вермонте в 2019 г. достигнута договоренность о продолжении научного сотрудничества.

## Библиотека
Библиотека Центра насчитывает свыше 50,000 наименований книг и 315 журналов. Ведутся тематические подборки статей местных газет. С 1973 г. библиотека  является депозитарием докладов «Рэнд Корпорейшн».